# Jens Seipenbusch
Jens Seipenbusch, né à Wuppertal le 6 août 1968, est un politicien et un physicien allemand. Il a été le président du Parti pirate allemand.
Seipenbusch, membre fondateur de son parti, a étudié la physique à l'université de Münster. Il a été président du parti de mai 2007 à mai 2008, puis a été vice-président pendant un an, avant d'être réélu président du parti en juillet 2009. En mai 2010 il a été réélu encore une fois.